# Československá basketbalová liga žen 1956/1957
Československá basketbalová liga žen 1956/1957 byla nejvyšší ligovou basketbalovou soutěží žen v Československu. Počet družstev byl 12. Titul mistra Československa získal tým Slovan Orbis Praha, na druhém místě se umístil klub Spartak Praha Sokolovo a na třetím Slavia Praha ITVS. Slovan Orbis Praha vyhrál ligu bez porážky ve všech 22 zápasech.
- Slovan Orbis Praha (trenér Svatopluk Mrázek) v sezóně 1956/57 získal třetí titul mistra Československa (celkem jich získal devět). Hráčky družstva patřily mezi opory reprezentačního družstva Československa. Trenér družstva vedl zároveň i družstvo mužů a získal s ním v sezóně 1956/57 rovněž titul mistra Československa, tedy dva tituly v jedné sezóně.

Konečné pořadí ligy 

1. Slovan Orbis Praha (mistr Československa 1957) - 2. Spartak Praha Sokolovo - 3. Slavia Praha ITVS - 4. Slavia Žabovřesky Brno - 5. Lokomotíva Bratislava - 6. Slovan ÚNV Bratislava - 7. Slovan Orbis Praha "B" - 8. Lokomotíva Liberec - 9. Slávia Prešov - 10. Tatran Ostrava - 11. Dynamo Praha - 12. Slavia Bratislava

## Systém soutěže
- Všechna družstva hrála dvoukolově každý s každým (doma - venku), každé družstvo 22 zápasů.

| Poř. | Tým                    | Z  | V  | P  | Skóre     | Body |
| ---- | ---------------------- | -- | -- | -- | --------- | ---- |
| 1.   | Slovan Orbis Praha     | 22 | 22 | 0  | 1296:946  | 44   |
| 2.   | Spartak Praha Sokolovo | 22 | 19 | 3  | 1784:907  | 41   |
| 3.   | Slavia Praha ITVS      | 22 | 18 | 4  | 1420:951  | 40   |
| 4.   | Slavia Žabovřesky      | 22 | 14 | 8  | 1356:1036 | 36   |
| 5.   | Lokomotíva Bratislava  | 22 | 14 | 8  | 1356:1036 | 36   |
| 6.   | Slovan ÚNV Bratislava  | 22 | 12 | 10 | 1257:1183 | 34   |
| 7.   | Slovan Orbis Praha "B" | 22 | 9  | 13 | 1125:1374 | 31   |
| 8.   | Lokomotiva Liberec     | 22 | 8  | 14 | 1259:1517 | 30   |
| 9.   | Slávia VŠ Prešov       | 22 | 6  | 16 | 885:1488  | 28   |
| 10.  | Tatran Ostrava         | 22 | 5  | 17 | 849:1614  | 27   |
| 11.  | Dynamo Praha           | 22 | 4  | 18 | 1071:1481 | 26   |
| 12.  | Slavia Bratislava      | 22 | 1  | 21 | 665:1488  | 23   |

## Sestavy (hráčky, trenéři) 1955/1956, 1956/1957
- Slovan Orbis Praha: Dagmar Hubálková, Jaroslava Dubská-Čechová, Zdeňka Kočandrlová-Moutelíková, Eva Křížová (Škutinová-Dobiášová), Stanislava Theissigová-Hubálková, Hana Myslilová-Havlíková, Jaroslava Majerová-Ŕepkovä, Eva Hegerová-Šuckrdlová, Machovská, Hrníčková, Miroslava Kasová, Mayerová-Paulová. Trenér Svatopluk Mrázek
- Spartak Praha Sokolovo: Hana Kopáčková-Ezrová, Helena Adamírová-Mázlová, Milena Vecková-Blahoutová, Jiřina Štěpánová, Ludmila Ordnungová-Lundáková, Olga Fikotová, Lodrová-Janďourková, Miroslava Kasová, Zívrová, Fárová-Holubovä, Slavíková, Neradová, Hrašová, Nemecká, Miškovská. Trenér Jiří Adamíra
- Slavia Žabovřesky: Miroslava Štaudová-Tomášková, Věra Horáková-Grubrová, Jaroslava Súkaná-Mohelská, Jiřina Holešovská, O. Mikulášková, Cihláŕová, Zezulová, M.Böhmová, Koutná, Pelikánová, Potočková-Živelová. Trenér Jiří Štaud
- Slovan ÚNV Bratislava: Olga Blechová-Bártová, Hana Veselá-Boďová, Zlatica Mílová, Edita Uberalová-Príkazská, Adašková-Barošová, Hájeková-Sucháňová, Meszárošová, Cagáňová, Smetanová, Labudová, Grófová, Davidová. Trenér Kurt Uberal
- Slavia Praha ITVS: Jarmila Šulcová-Trojková, Julie Žižlavská-Koukalová, Alena Dolejšová-Plechatová, Chudá, Raková, Novotná, Černá, Lautererová, Šípová, Frančíková, Maliarová, Vostřelová, Augustínová. Trenér Lubomír Dobrý
- Lokomotiva Bratislava: Antonína Nováková-Záchvějová, Valéria Tyrolová, Marta Tomašovičová, Javorská, Kluvánková-Vranková, Dohňanská, Žambochová, Reltovová, Hazafiová, Bihelerová, Ševčíková, Ochotnícka. Trenér Ján Hluchý
- Slavia Bratislava: Edita Uberalová-Príkazská, Helena Strážovská-Verešová, Forbaková, Ocelíková, D. Holubová, A. Holubová, Kneppová, Schwarzová, Cibulková, Izáková, Horanská, Važanová, Marková. Trenér O. Veselý
- Tatran Ostrava: A.Böhmová-Vejsová, Šejnohová-Knížková, Sobotová-Horká, Lendlová-Jeništová, Šumanská-Malíková, Mašlonková, Dorotíková, Doleželová, Měrková, Petráková, Frimlová-Borovcová, Nováková, Křížková, Schôngutová, Ratajová, Noušová, Šumanská-Malíková, Bechná. Trenér J. Sanetřík (1956), M. Moučka (1957)
- Dynamo Praha: Zdeňka Ladová-Kopanicová, Kotálová, Kaucká, Trefná-Laucká, Balounková, Nejedlá, Konšelová, Pavlíčková, Vlasáková, Trojánková, Michovská.
- Slovan Plzeň: Sedláčková, Kučerová, Langová, Nová, Konstantová, Vrbová, Kellnerová, Popperová, Samuhelová, Blažková, Rutarová, Zlatková. Trenér F. Řezáček

## Zajímavosti
- Mistrovství Evropy v basketbale žen 1956 se konalo v Československu (Praha) v červnu 1956 za účasti 16 družstev. Mistrem Evropy byl Sovětský svaz, Maďarsko na 2. místě, Československo na 3. místě, Bulharsko na 4. místě. Československo na ME 1956 hrálo v sestavě: Dagmar Hubálková 125 bodů /7 zápasů, Jiřina Štěpánová 123 /7, Helena Adamírová-Mázlová 112 /7, Milena Vecková-Blahoutová 80 /7, Jaroslava Dubská-Čechová 56 /8, Zdeňka Kočandrlová-Moutelíková 56 /7, Stanislava Theissigová-Hubálková 53 /7, Miroslava Štaudová-Tomášková 50 /4, Věra Horáková-Grubrová 36 /5, Eva Křížová (Škutinová-Dobiášová) 28 /6, Hana Myslilová-Havlíková 25 /4, Hana Kopáčková-Ezrová 15 /6, Matyla Meszarosová 10 /2, 0lga Bártová 2 /1, celkem 771 bodů v 8 zápasech (7 vítězství, 1 porážka). Trenéři Lubomír Dobrý, Jiří Adamíra